# Rob Benedict
Robert Patrick Benedict (Columbia, 21 settembre 1970) è un attore statunitense.
Conosciuto anche come solo Rob Benedict.
È stato sposato con Mollie Benedict dal 1995 al 2019 e ha due figli.
Nel 2024 ha avuto una figlia con la co-star Ruth Connell con cui fa coppia da diverso tempo ormai.
Conosciuto principalmente per aver interpretato Chuck nella serie televisiva Supernatural.

## Filmografia parziale

### Cinema
- Fairfax Fandango, regia di Abby Kohn e Marc Silverstein (1997) (cortometraggio)
- Tequila Body Shots, regia di Tony Shyu (1999)
- Bad City Blues, regia di Michael Stevens (1999)
- Non è un'altra stupida commedia americana (Not Another Teen Movie), regia di Joel Gallen (2001)
- Soldifacili.com (The First $20 Million Is Always the Hardest), regia di Mick Jackson (2002)
- The Naked Run, regia di Vincent Foster (2002) (cortometraggio)
- American Pi, regia di Neil Palmer (2002) (cortometraggio)
- Two Days, regia di Sean McGinly (2003)
- Ho incontrato Jimi Hendrix (My Dinner with Jimi), regia di Bill Fishman (2003)
- The Hand Job, regia di Jim Kehoe (2005)
- Derby in famiglia (Kicking & Screaming), regia di Jesse Dylan (2005)
- Waiting..., regia di Rob McKittrick (2005)
- Tutti i numeri del sesso (Sex and Death 101), regia di Daniel Waters (2007)
- State of Play, regia di Kevin Macdonald (2009)

### Televisione
- Beverly Hills 90210 (Beverly Hills, 90210) – serie TV, episodio 6x17 (1996)
- Pacific Blue – serie TV, episodio 4x02 (1998)
- Wasteland – serie TV, episodio 1x13 (1999)
- Spie (Snoops) – serie TV, episodio 1x13 (2000)
- Chicago Hope – serie TV, episodi 6x11-6x15 (2000)
- Buffy, l'ammazzavampiri (Buffy the Vampire Slayer) – serie TV, episodi 4x17-4x19 (2000)
- Opposite Sex – serie TV, episodio 1x08 (2000)
- Mysterious Ways – serie TV, episodio 1x11 (2000)
- NYPD - New York Police Department (NYPD Blue) – serie TV, episodio 9x10 (2002)
- Felicity – serie TV, 36 episodi (1998-2002)
- Birds of Prey – serie TV, 4 episodi (2002-2003)
- Come to Papa – serie TV, 4 episodi (2004)
- NCIS - Unità anticrimine (NCIS) – serie TV, episodio 2x12 (2005)
- Medium – serie TV, episodio 1x13 (2005)
- Alias – serie TV, episodi 4x01-4x22 (2005)
- Detective Monk (Monk) – serie TV, episodio 4x07 (2005)
- Threshold – serie TV, 13 episodi (2005-2006)
- Dirt – serie TV, episodio 2x01 (2008)
- Dr. House - Medical Division (House, M.D.) – serie TV, episodio 4x14 (2008)
- Burn Notice - Duro a morire (Burn Notice) – serie TV, episodio 2x06 (2008)
- CSI - Scena del crimine (CSI: Crime Scene Investigation) – serie TV, episodio 9x17 (2009)
- Til Death - Per tutta la vita ('Til Death) – serie TV, episodio 4x10 (2010)
- Cold Case - Delitti irrisolti (Cold Case) – serie TV, episodio 7x21 (2010)
- Law & Order: LA – serie TV, episodio 1x05 (2010)
- Shameless – serie TV, episodio 2x06 (2012)
- Psych – serie TV, episodio 6x15 (2012)
- NCIS: Los Angeles – serie TV, episodio 3x21 (2012)
- Touch – serie TV, episodi 1x03-1x12 (2012)
- The Mentalist – serie TV, episodio 5x14 (2013)
- 1600 Penn – serie TV, episodio 1x06 (2013)
- Franklin & Bash – serie TV, episodi 3x02-3x10 (2013)
- Documentary Now! – serie TV, episodio 1x01 (2015)
- Masters of Sex – serie TV, episodi 3x08-3x10-3x12 (2015)
- Supernatural – serie TV, 20 episodi (2009-2010, 2014-2015, 2018-2020)
- Criminal Minds: Beyond Borders – serie TV, episodio 2x05 (2017)
- Lucifer - serie TV, 3 episodi (2021)
- NCIS: Hawai'i - serie TV, episodio 1x08 (2022)
- The Boys - serie TV, episodio 4x02 (2024)

### Doppiatore

#### Videogiochi
- Jak II: Renegade (2003)
- Jak 3 (2004)

## Doppiatori italiani
Nelle versioni in italiano delle opere in cui ha recitato, Rob Benedict è stato doppiato da:
- Francesco Pezzulli in Alias, Detective Monk
- Riccardo Scarafoni in Dr. House - Medical Division, The Boys
- Roberto Certomà in NCIS - Unità anticrimine
- Marco Mete in Tutti i numeri del sesso
- Alberto Caneva in Burn Notice - Duro a morire
- Alessandro Quarta in Supernatural
- Mauro Gravina in CSI - Scena del crimine
- Giorgio Borghetti in Cold Case - Delitti irrisolti
- Gino Manfredi in The Mentalist
- Francesco Meoni in Psych
- Francesco De Francesco in NCIS: Los Angeles
- Michele Botrugno in Bosch
- Gianfranco Miranda in NCIS: New Orleans
- Alberto Bognanni in NCIS: Hawai'i

Da doppiatore è stato sostituito da:
- Maurizio Scattorin in Jak II: Renegade, Jak 3